# Der Samurai von Savannah
Der Samurai von Savannah (englisch: East is East) ist ein Roman von Tom Coraghessan Boyle aus dem Jahr 1990. Die deutsche Übersetzung von Werner Richter erschien 1992 im Carl Hanser Verlag.

## Handlung
Er erzählt die Geschichte eines Halb-Japaners, der sich auf einem Frachter als Koch verdingt hat. Er springt an der Küste von Georgia über Bord, um seinen US-amerikanischen Vater zu suchen, von dem er nur weiß, dass er in einer Stadt in den USA lebt.
Der Roman beleuchtet die Ereignisse, die sich in Folge dieses Landgangs zutragen, aus mehreren Perspektiven. Der Protagonist schwimmt auf eine Insel, auf der eine Gruppe von Kunststipendiaten lebt, deren Denken und Alltag sich fundamental von dem des Japaners unterscheiden. Er gerät in einen Strudel tiefer kultureller Missverständnisse mit den Künstlern, aber auch mit anderen Bewohnern der Insel, sowie mit Beamten der Einwanderungsbehörden.
Besondere Merkmale des Romans sind seine Vielstimmigkeit mit sehr unterschiedlichen Deutungen und Perspektiven sowie eine außerordentlich dichte Atmosphäre, die einen bei uns wenig bekannten Teil der USA plastisch macht.

## Kritik
In einer 2009 in Die Zeit veröffentlichten Rezension des Romans schreibt Barbara Sichtermann: „Boyle packt eine Fülle von Motiven, die für das problematische heutige Amerika stehen, in diese 400-Seiten-Geschichte von der Irrfahrt eines Fremden: die japanische Gefahr, die Zählebigkeit des Mythos vom melting pot, den Rassismus, den Zwang zum Erfolg, die Wonnen des Sichprügelns, die ubiquitäre Gewalt. […] Unbekümmert um die Botschaft, die schließlich von selbst aus den Zeilen tropft, und ganz konzentriert auf den Effekt, reißt Boyle seine opulente Show herunter, redet, gestikuliert, spottet, brüllt und jault, daß man seufzen muß: glückliches Amerika, wo noch erzählt wird … Jedes Kapitel eröffnet Boyle mit einer filmisch dargebotenen Action- oder Stimmungsszene, versäumt dabei aber nie, die Vielfalt der Episoden und Schauplätze überraschend mit der Odyssee seines unglücklichen Helden zu verbinden. Da gibt es nichts zu kritteln, das ist formal glänzend gelöst, es ist inhaltlich akut und von morgen und obendrein so krimispannend, daß man die Lektüre ungern unterbricht.“